# Niels Christian Ditleff
Niels Christian Ditleff (født 29. oktober 1881, død 18. juni 1956) var en norsk diplomat og forfatter. Inden anden verdenskrig var han norsk ambassadør i Warszawa, og som sådan var han aktiv under det tyske angreb på Polen i 1939, hvor han fik de to parter til at forhandle og i den sammenhæng udvirkede evakuering af 1.200 personer fra neutrale lande.
Da Norge blev invaderet i april 1940, flygtede Ditleff til Sverige, hvorfra han arbejdede med at organisere hjælp til sit fædreland. Sammen med den dansk kontreadmiral Carl Hammerich var han central i hjælpeaktionen med de hvide busser, der reddede en lang række skandinaviske fanger ud fra de tyske koncentrationslejre og fængsler i foråret 1945.